# Teleclus
Teleclus hoặc Teleklos (Tiếng Hy Lạp: Τήλεκλος) là một vị Quốc vương của xứ Sparta vào thế kỷ thứ VIII trước Công Nguyên.
Pausanias kể lại rằng trong suốt triều đại của ông, Teleclus xuất binh chinh phạt Amyclae, Pharis và Geranthrae, những thị trấn của "những người lang thang đây đó" (Perioeci)..
Vua Teleclus bị giết chết trong một cuộc xô xát của người Messene trong một bữa yến tiệc tại ngôi đền thờ thần Artemis Limnatis, một sự kiện báo hiệu cho cuộc Chiến tranh Messene lần thứ nhất.
Ông được kế vị bởi con trai của ông là vua Alcmenes hay Alkamenes.